# Angelo Angeli
Angelo Angeli (Tarcento, 20 agosto 1864 – Firenze, 1º giugno 1931) è stato un chimico italiano.

## Biografia
Fratello maggiore di Virgilio Angeli (1872-1918) e di Vincenzo Angeli (1879-1942), frequentò l'Università di Padova, dove Giacomo Ciamician lo scelse come assistente a Bologna nel 1889, prima ancora di terminare gli studi. Si laureò nel 1891 e divenne libero docente due anni dopo.
Nel 1894 trascorse un breve periodo a Monaco di Baviera presso il laboratorio di Adolf von Baeyer. Insegnò chimica farmaceutica prima a Palermo e successivamente a Firenze, dove nel 1915 ottenne la cattedra di chimica organica. Fu socio dell'Accademia dei Lincei e membro onorario della Società Chimica Tedesca.
Il 24 febbraio 1918 divenne socio dell'Accademia delle scienze di Torino.
Nell'ambito degli studi strutturali, che era allora intensi, Angeli cercò la correlazione tra struttura e reattività con particolare attenzione ai composti azotati. Nel 1891 iniziò a studiare l'azione degli acidi nitrico e nitroso sulle sostanze organiche e giunse a confermare la validità della struttura della canfora, già proposta da Julius Bredt nel 1893. Pietro Saccardi fu suo allievo.
Portano il suo nome due reazioni di chimica organica:
- La reazione di Angeli, per il riconoscimento delle aldeidi
- La reazione di Angeli-Rimini, per la reattività fra un'aldeide e la N-idrossibenzensolfonammide.